# Alfred Blalock
Alfred Blalock (5 de abril de 1899-15 de septiembre de 1964) fue un cirujano estadounidense conocido por sus investigaciones sobre el choque circulatorio y el desarrollo de la operación de Shunt de Blalock-Taussig, así como el alivio quirúrgico de la cianosis derivada de la tetralogía de Fallot —conocida comúnmente como el síndrome del bebé azul— junto con Vivien Thomas y la cardióloga pediatra Helen Brooke Taussig.

## Primeros años y carrera
Nacido en Culloden (Georgia), Blalock ingresó en la Academia Militar de Georgia, una escuela preparatoria de la Universidad de Georgia, a los 14 años de edad. Blalock asistió a Georgia como estudiante y fue un miembro del Capítulo Delta de la fraternidad Sigma Chi. Tras licenciarse en 1918 con 19 años, Blalock entró en la Escuela de Medicina Johns Hopkins, donde compartió habitación y comenzó una amistad de por vida con Tinsley Harrison. Blalock obtuvo su título de medicina en la Universidad Johns Hopkins en 1922. Con la esperanza de obtener una residencia en cirugía en la Universidad Johns Hopkins y debido a su admiración por William S. Halsted, Blalock se quedó en Baltimore los tres años siguientes y completó unas prácticas en urología, un año de residencia como auxiliar en el servicio de cirugía general —donde no renovaron su contrato—, y una pasantía en otorrinolaringología. Se trasladó a Boston en el verano de 1925 para comenzar una residencia en el departamento de cirugía del Hospital Peter Bent Brigham, pero se marchó a Vanderbilt «sin dehacer siquiera la maleta».

## La Universidad Vanderbilt
En julio de 1925, Blalock se unió a Harrison en la Universidad de Vanderbilt en Nashville para servir como residente principal en el departamento de cirugía bajo la supervisión de Barney Brooks, que fue el primer catedrático y jefe del Servicio de Cirugía del Hospital de la Universidad de Vanderbilt. Blalock se ocupaba de la enseñanza de los estudiantes de medicina de tercer y cuarto año y, como resultado, fue puesto a cargo del laboratorio de investigación quirúrgica. Mientras se encontraba en Vanderbilt, trabajó sobre la naturaleza y el tratamiento del shock hemorrágico y traumático. Tras experimentar con perros, encontró que el choque quirúrgico no era nada más que el resultado de la pérdida de sangre y alentó el uso de plasma sanguíneo u otros productos sanguíneos como tratamiento posterior a la aparición del shock. Esta investigación hizo posible la salvación de muchas vidas durante la Segunda Guerra Mundial. Por desgracia, Blalock padeció frecuentes ataques de tuberculosis durante sus años en Vanderbilt. Su primer artículo acerca del shock, publicado en 1927, fue de hecho escrito por Harrison basándose en los datos que Blalock había recogido pero que no pudo compilar debido a su enfermedad.
Mientras se encontraba en Vanderbilt en 1938, Blalock intentó reproducir la hipertensión pulmonar en experimentos uniendo la arteria subclavia izquierda a la arteria pulmonar izquierda. Aunque estos experimentos fracasaron en su propósito, años más tarde retomó esta idea [cita requerida].

## Johns Hopkins
Cuando a Blalock le ofrecieron el puesto de Jefe de Cirugía en el Hospital Johns Hopkins en 1941, pidió que su asistente, Vivien Thomas, fuera con él. Esta estrecha relación duraría más de treinta años. Juntos desarrollaron una técnica de derivación para eludir la coartación aórtica. Mientras estaban trabajando sobre esto, Helen Taussig le dio a conocer el problema del síndrome del bebé azul [cita requerida]. La derivación y la operación no solo salvó miles de vidas de manera directa sino que también marcó el inicio de la era moderna de la cirugía cardíaca, ya que fue la primera cirugía exitosa en el corazón humano de la medicina moderna. La operación del «Bebé Azul», pionera en la Universidad Johns Hopkins, puso en marcha el campo de la cirugía cardíaca. Desde 2004, los médicos estadounidenses han realizado más de un millón setecientas cincuenta mil operaciones de corazón cada año.

## Bebé azul

Esquema de circulación de la sangre normal (arriba) y la circulación de la sangre en un corazón que sufren de TOF

En un corazón normal, hay cuatro cámaras separadas; las dos cámaras superiores, o aurículas, bombean la sangre de forma simultánea a las dos cámaras inferiores, o ventrículos. La sangre entra primero al corazón por la aurícula derecha, que luego traspasa la sangre hacia el ventrículo derecho, que bombea la sangre a los pulmones por la arteria pulmonar para recibir oxígeno. De los pulmones, la sangre entra en la aurícula izquierda a través de la vena pulmonar, la aurícula izquierda se vacía en el ventrículo izquierdo, que bombea la sangre hacia la aorta y de allí llega al resto del cuerpo. Debido a que el ventrículo izquierdo es responsable de enviar la sangre a todo el cuerpo a través de la aorta, por lo general es la cámara más grande y fuerte del corazón.
La siguiente es una descripción del flujo sanguíneo normal a través del cuerpo. Las válvulas impiden que la sangre fluya hacia atrás. Las letras mayúsculas indican la sangre oxigenada:
venas → vena cava superior o inferior → aurícula derecha ——válvula tricúspide→ ventrículo derecho ——válvula pulmonar→ arteria pulmonar → PULMONES → VENA PULMONAR → AURÍCULA IZQUIERDA ——válvula mitral→ VENTRÍCULO IZQUIERDO ——válvula aórtica→ AORTA → ARTERIAS
Después de que el cuerpo use el oxígeno suministrado por la sangre que fluye a través de la arterias, arteriolas y capilares, la sangre sin oxígeno regresa al corazón por los capilares, vénulas y venas.
El síndrome del bebé azul, conocido como Tetralogía de Fallot, consiste en una pared incompleta entre los ventrículos (conocido como defecto ventricular septal), una aorta que se encuentra en este defecto, para que su sangre proviene de ambos ventrículos en lugar de desde la izquierda (superposición de la aorta), un defecto del tracto de salida ventricular derecho, cerca de la válvula pulmonar que impide que el flujo total de sangre a los pulmones, y un ventrículo derecho muscular necesarios para realizar el trabajo extra que se requiere para superar ese defecto (hipertrofia del ventrículo derecho).[cita requerida]
La siguiente es una descripción del flujo sanguíneo en la Tetralogía de Fallot. Las letras mayúsculas mezcladas con minúsculas indican sangre oxigenada parcialmente.
venas → vena cava superior o inferior→ aurícula derecha ——válvula tricúspide→
vEnTrÍcUlO dErEcHo ——VSD→ vEnTrÍcUlO iZqUiErDo o
\__
——válvula pulmonar→ arteria pulmonar → PULMONES → VENA PULMONAR →
AURÍCULA IZQUIERDA ——válvula mitral→
VeNtRíCuLo IzQuIeRdO <———————————————————————————vEnTrÍcUlO dErEcHo
\__
——válvula aórtica→ aOrTa → aRtErIaS
La sangre no oxigenada del ventrículo derecho fluye hacia la aorta preferentemente debido a la obstrucción del tracto de salida en los pulmones. Esto significa que menos sangre tiene la oportunidad de ser oxigenada en los pulmones. La sangre se mezcla de manera anormal entre los ventrículos derecho e izquierdo y la aorta. El oxígeno le da a la sangre su color rojizo. La cianosis es lo que le da ese color «azulado» al bebé y es el resultado del bombeo mezclado de sangre oxigenada y no oxigenada por todo el cuerpo [cita requerida].

## Películas sobre Blalock y Thomas
En 2003, la serie American Experience de la PBS estrenó el documental producido por Spark Media "Partners of the Heart", que hablaba sobre la colaboración entre Blalock y Vivien Thomas en Vanderbilt y la Universidad Johns Hopkins. El documental fue dirigido por Andrea Kalin y escrito por Kalin y Lou Potter, con recreaciones dirigidas por Bill Duke y narración de Morgan Freeman. "Partners of the Heart" pasó a ganar en 2004 el Premio al Mejor Documental de Historia de la Organización de Historiadores Americanos Erik Barnouw. En el docudrama de la HBO Something the Lord made acerca de la colaboración de Blalock y Thomas, Blalock interpretado por Alan Rickman y Thomas por Mos Def. Robert Cort produjo la película, que ganó un Emmy y un Premio Peabody [cita requerida].